# Хулкофф, Пер
Пер Хулкофф (швед. Pär Hulkoff, англ. Payre Hulkoff, также известен как швед. Pär Hulkoffgarden; настоящее имя Пер Канканранта, швед. Pär Kankanranta) — шведский музыкант, вокалист, гитарист хеви-метал-групп Atomkraft и Bourbon Boys и основатель, вокалист и гитарист шведской индастриал-метал-группы Raubtier. С 2017 года руководит сольным проектом, вдохновлённым нордик-фолком в жанре пауэр-метал под псевдонимом Hulkoff.

## Биография
Родился в шведском городе Хапаранда. Участвовал в таких группах, как The Storyteller, Winterlong, Viperine и Karyan, был приглашённым гитаристом в Winterlong и Torture Division. В 2004 году стал гитаристом английской группы Atomkraft. В 2008 году основал группу Raubtier, исполняющие хэви- и индастриал-метал. В данный момент (с 2012 года) выступает со своей группой в турне по Скандинавским странам совместно с группой Sabaton.

### Hulkoff
Hulkoff — самостоятельный проект Пера Канканранта в жанре пауэр-метал, вдохновлённый нордик-фолком. Основан в 2017 году. В состав группы вошли гитарист кантри-рок группы Bourbon Boys, бывший барабанщик шведской хеви/пауэр-метал группы Hammerfall и Manowar Андерс Юханссон, его сын Никлас Юханссон, оба являющиеся членами пауэр-метал группы Tungsten, а также Хусни Мэрсар
В прошлом в Hulkoff в качестве вокалиста участвовал  Йоаким Броден.

### Инструменты
Гитары
- Jackson Slat3-7 Soloist
- Fender Telecaster
- Ibanez RG

Усиление
- Marshall VS-100 с кабинетом 4×12